# Refrigeración en motores de combustión
La refrigeración en motores de combustión utiliza aire o líquido para eliminar el calor residual de un motor de combustión interna. Para motores pequeños o para propósitos especiales, el enfriamiento usando aire de la atmósfera lo convierte en un sistema liviano y relativamente simple. Las embarcaciones pueden utilizar agua del entorno directamente para enfriar sus motores. Para los motores refrigerados por agua de aviones y vehículos terrestres, el calor residual se transfiere desde un circuito cerrado de agua bombeado a través del motor a la atmósfera circundante mediante un radiador.
El agua tiene una mayor capacidad calorífica que el aire y, por lo tanto, puede retirar el calor más rápidamente del motor, pero un radiador y un sistema de bombeo añaden peso, complejidad y coste. Los motores de mayor potencia generan más calor residual, pero pueden mover más peso, lo que significa que generalmente están refrigerados por agua. Los motores radiales permiten que el aire fluya alrededor de cada cilindro directamente, lo que les da una ventaja para la refrigeración por aire sobre los motores en línea, los motores planos y los motores en V. Los motores rotativos tienen una configuración similar, pero los cilindros también giran continuamente, creando un flujo de aire incluso cuando el vehículo está parado.
El diseño de aviones favorece más los diseños de menor peso y refrigerados por aire. Los motores rotativos fueron populares en los aviones hasta el final de la Primera Guerra Mundial, pero tenían serios problemas de estabilidad y eficiencia. Los motores radiales fueron populares hasta el final de la Segunda Guerra Mundial, hasta que los motores de turbina de gas los reemplazaron en gran medida. Los aviones modernos propulsados por hélices y con motores de combustión interna todavía se refrigeran, en gran medida, por aire. Los automóviles modernos, generalmente, prefieren la potencia al peso y, por ello, tienen motores refrigerados por agua. Las motocicletas modernas son más ligeras que los coches y ambos métodos de refrigeración son habituales. Algunas motocicletas deportivas se enfriaban tanto con aire como con aceite (rociado bajo las cabezas de los pistones).

## General
Los motores térmicos generan energía mecánica extrayendo energía de flujos de calor, de la misma manera que un molino de agua extrae energía mecánica de un flujo de masa que cae a lo largo de una distancia. Un motor es ineficiente cuando entra más energía térmica de la que sale como potencia mecánica; la diferencia es el calor residual que debe eliminarse. Los motores de combustión interna eliminan el calor residual a través del aire de admisión frío, los gases de escape calientes y el enfriamiento explícito del motor.
Los motores con mayor eficiencia dejan más energía en forma de movimiento mecánico y menos calor residual. Algo de calor residual es esencial: guía el calor a través del motor, de forma muy parecida a como un molino de agua funciona solo si hay cierta velocidad (energía) en el agua para moverla. Por tanto, todos los motores térmicos necesitan refrigeración para funcionar.
La refrigeración también es necesaria porque las altas temperaturas dañan los materiales y lubricantes del motor y se vuelve aún más importante en climas cálidos. Los motores de combustión interna queman combustible a una temperatura más alta que la temperatura de fusión de los materiales del motor y lo suficientemente caliente como para prender fuego a los lubricantes. El enfriamiento del motor elimina energía lo suficientemente rápido como para mantener las temperaturas bajas para que el motor pueda sobrevivir.

## Refrigeración por aire

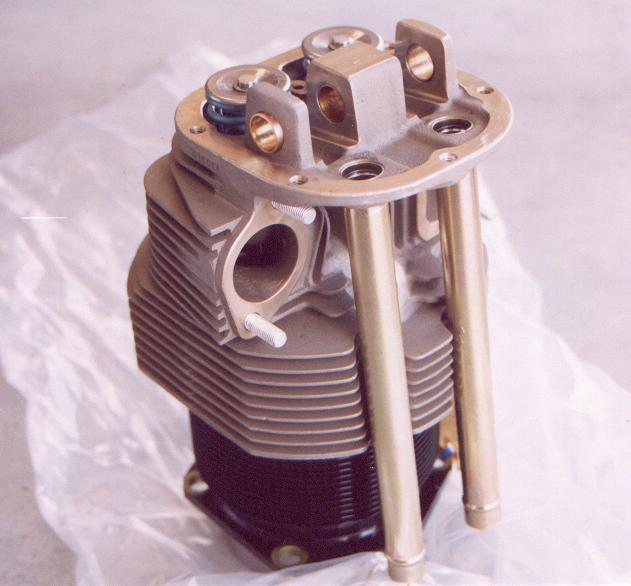
Un cilindro de un motor de aviación refrigerado por aire, un Continental C85.
Destacan las aletas tanto en el cilindro de acero como en la culata de aluminio. Estas aletas funcionan como disipadores, haciendo que el aire pase sobre el cilindro y absorba el calor.

Los coches y camiones con refrigeración directa por aire (sin líquido intermedio) se construyeron durante un largo período, desde sus inicios sufrieron un pequeño cambio, generalmente no reconocido. Antes de las Segunda Guerra Mundial, los automóviles y camiones refrigerados por agua se sobrecalentaban habitualmente al subir por carreteras de montaña, creando géiseres de agua hirviendo. Eso se consideraba normal y, en ese momento, las carreteras de montaña más destacadas tenían talleres de reparación de automóviles para atender el sobrecalentamiento de los motores.
ACS (Auto Club Suisse) conserva monumentos históricos de esa época en el puerto de Susten, donde quedan dos estaciones de recarga de radiadores. Tienen instrucciones en una placa de metal fundido y una regadera sobre un fondo esférico colgada junto a un grifo de agua.
Durante ese período, empresas europeas como Magirus-Deutz construyeron camiones diésel refrigerados por aire, Porsche construyó tractores agrícolas refrigerados por aire y Volkswagen se hizo famosa con sus turismos refrigerados por aire. En Estados Unidos, Franklin construyó motores refrigerados por aire.

## Refrigeración líquida

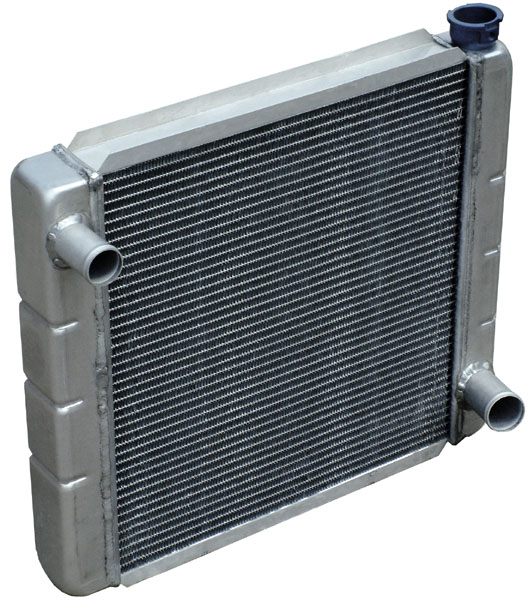
Un radiador de refrigerante de motor típico utilizado en un automóvil.

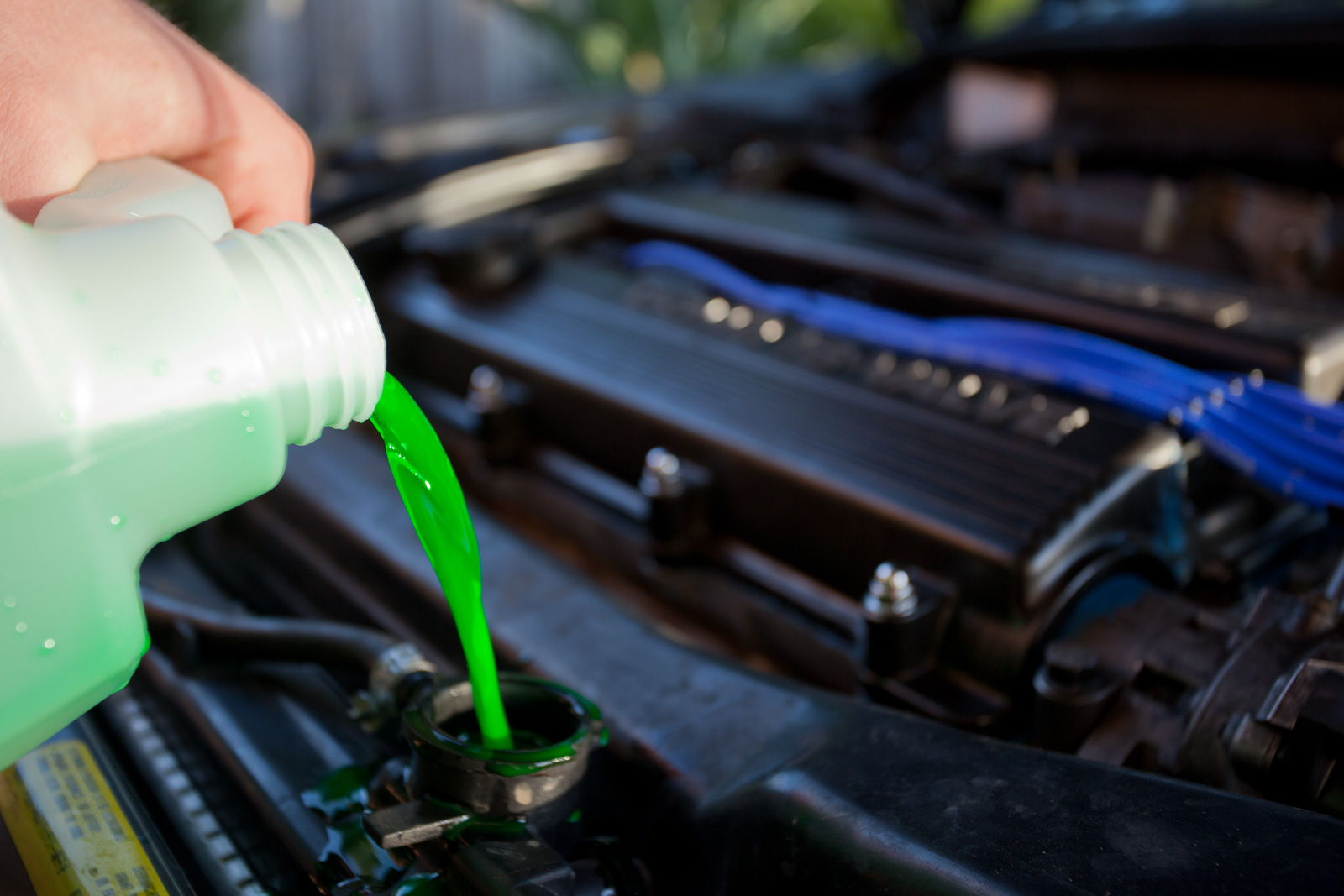
Vertiendo refrigerante en el radiador de un automóvil.

Hoy en día, la mayoría de los motores de combustión de automóviles están refrigerados por líquido.

Circuito cerrado de un sistema de refrigeración de un motor de combustión.

Circuito abierto de un sistema de refrigeración de un motor de combustión.

Circuito mixto (semicerrado) de un sistema de refrigeración de un motor de combustión.

La refrigeración líquida también se emplea en vehículos marítimos (como buques). En el caso de los buques, el agua del mar se utiliza principalmente para la refrigeración en algunos sistemas con circuitos de refrigeración abiertos. En algunos casos también se utilizan refrigerantes químicos (en sistemas cerrados) o se mezclan con refrigeración por agua de mar, en un sistema mixto (o semicerrado).

## Transición de refrigeración por aire a líquida
El cambio de refrigeración por aire a refrigeración líquida se produjo al comienzo de la Segunda Guerra Mundial, cuando el ejército estadounidense necesitaba vehículos fiables. Se abordó, investigó y se encontró una solución al tema de los motores en ebullición. Los radiadores y bloques de motor anteriores estaban diseñados correctamente y sobrevivieron a las pruebas de durabilidad, pero usaban bombas de agua un sellado que realizado por una cuerda lubricada con grafito, lo que producía fugas en el eje de la bomba. Este tipo de sellado provenía de las máquinas de vapor, donde se permitía la pérdida de agua, ya que las máquinas de vapor ya gastan grandes volúmenes de agua. Debido a que este sellado goteaba en exceso, principalmente cuando la bomba estaba funcionando y el motor estaba caliente, la pérdida de agua se evaporaba discretamente, dejando en el mejor de los casos un pequeño rastro de óxido cuando el motor se detenía y enfriaba, por lo que no se veía una pérdida significativa de agua. Los radiadores de automóvil (o intercambiadores de calor) tienen una salida que alimenta agua enfriada al motor y el motor tiene una salida que alimenta agua caliente a la parte superior del radiador. La circulación del agua se ve favorecida por una bomba rotativa que ayuda a mover el agua por el circuito. Estando en funcionamiento, el sellado de la bomba con fugas drenaba el agua de refrigeración, llegando al punto en el que la bomba ya no podía mover el agua a la parte superior del radiador, por lo que la circulación de agua se detenía y esto provocaba que el agua del motor hirviera. En este punto, la pérdida de agua provocaba un sobrecalentamiento y a causa de ello el agua en ebullición se desbordaba, por lo que la pérdida de agua original quedaba oculta.
Después de aislar el problema de las bombas, los automóviles y camiones construidos para la guerra (durante este periodo de tiempo no se construyeron automóviles civiles) se equiparon con bombas de agua con un sellado en carbono, que no goteaban. Mientras tanto, el enfriamiento por aire avanzó en memoria de los motores en ebullición, aunque el desbordamiento ya no era un problema común. Los motores refrigerados por aire se hicieron populares en toda Europa. Después de la guerra, Volkswagen anunció en Estados Unidos que sus motores no se desbordaban por sobrecalentamiento, aunque ya era algo generalizado, pero se vendieron bien. Pero a medida que aumentó la conciencia sobre la calidad del aire en la década de 1960 y se aprobaron leyes que regulaban las emisiones de escape, el gas sin plomo reemplazó al gas con plomo y las mezclas de combustible más pobres se convirtieron en la norma. Subaru eligió la refrigeración líquida para su motor (plano) de la serie EA cuando se introdujo en 1966.